# Freddy kontra Jason (ścieżka dźwiękowa)
Freddy kontra Jason O.S.T. (Freddy vs. Jason O.S.T.) – ścieżka dźwiękowa do filmu Ronny'ego Yu Freddy kontra Jason z 2003 roku. Album został wydany 12 sierpnia 2003 roku przez wytwórnię Roadrunner Records. Na płycie znajduje się dwadzieścia utworów, utrzymanych w klimacie heavy- i nu metalowym.
W 2003 roku na liście amerykańskiego Billboardu album zajął 25. miejsce.

## Lista utworów
- 1. "How Can I Live" – Ill Niño (3:18)
- 2. "When Darkness Falls" – Killswitch Engage (4:02)
- 3. "Beginning of the End" – Spineshank (3:32)
- 4. "Sun Doesn't Rise" – Mushroomhead (3:16)
- 5. "Condemned Until Rebirth" – Hatebreed (2:07)
- 6. "Snap" – Slipknot (2:42)
- 7. "Army of Me" – Chimaira (4:21)
- 8. "The After Dinner Payback" – From Autumn to Ashes (2:50)
- 9. "Leech" – Sevendust (4:30)
- 10. "Bombshell" – Powerman 5000 (3:14)
- 11. "Welcome to the Strange" – Murderdolls (4:19)
- 12. "Out of My Way" – Seether (3:51)
- 13. "Inside the Cynic" – Stone Sour (3:23)
- 14. "Swinging the Dead" – DevilDriver (3:38)
- 15. "The Waste" – Sepultura & Mike Patton (3:39)
- 16. "Middle of Nowhere" – The Blank Theory (4:05)
- 17. "Ether" – Nothingface (3:43)
- 18. "Trigger" – In Flames (4:56)
- 19. "11th Hour" – Lamb of God (3:44)
- 20. "(We Were) Electrocute" – Type O Negative (6:49)